# After Many Years (film 1912 Sturgeon)
After Many Years è un cortometraggio muto del 1912 diretto da Rollin S. Sturgeon. Prodotto e distribuito dalla Vitagraph Company of America, aveva come interpreti Anne Schaefer, Robert Thornby, George C. Stanley.

## Trama
Malede, arrestato dallo sceriffo, viene accusato di omicidio. Suo padre lo rinnega e intima a Marie, l'altra sua figlia, di dimenticare il fratello, ormai maledetto per sempre. Lei, però, ama teneramente il ragazzo e, quando lui scappa e le fa arrivare un messaggio che le fissa un appuntamento, si presenta da lui per dirgli addio per sempre. Juan, suo marito, si accorge dell'irrequietezza di Marie e, avendola seguita, non avendo mai conosciuto Malede, crede che l'uomo con cui l'ha vista abbracciata sia un amante. Geloso, l'abbandona e, tra le montagne, diventa cercatore d'oro. Passano gli anni. Marie, rimasta sola con una bambina, ha rifiutato più di una proposta di matrimonio, rimanendo fedele al marito di cui spera sempre il ritorno. Dopo il matrimonio della figlia, adesso è ancora più sola. Juan, intanto, ha fatto fortuna. Diventato ricco, decide di ritornare a casa. Ma, sulla strada, l'uomo viene aggredito e derubato. Esausto e ferito, si trascina fino alla capanna della moglie. Nonostante sia invecchiato e cambiato, lei lo riconosce e lo accoglie con immutato amore.

## Produzione
Il film fu prodotto dalla Vitagraph Company of America.

## Distribuzione
Distribuito dalla Vitagraph Company of America, il film - un cortometraggio in una bobina - uscì nelle sale cinematografiche statunitensi il 1º luglio 1912.